# Тип 30 (винтовка)
Винтовка Тип 30 Арисака (三 十年 式 歩 兵 銃 Sanjū-nen-shiki hoheijū, «стрелковое пехотное оружие 30-го года») — японская магазинная винтовка с продольно-скользящим затвором, бывшая стандартной винтовкой Императорской армии Японии с 1897 года (30-й год периода Мэйдзи, следовательно, «Тип 30») до 1945 года.

## История и разработка
Императорская армия Японии начала разработку новой винтовки в декабре 1895 года, с целью заменить устаревшую винтовку Мурата, которая находилась на вооружении с 1880 года. Ответственным за разработку новой винтовки был назначен полковник Нариакэ Арисака, ставший в 1890 году новым начальником стрелкового отдела Токийского арсенала.
Тип 30 был разработан под патрон с полузакраиной калибром 6,5 × 50 мм. Прицел может быть установлен до 2000 метров. Помимо стандартной винтовки, производился карабин длиной 962 мм, предназначенный для кавалерии и других войск, которым требовалось более короткое или легкое оружие. Прицел карабина который мог быть установлен на 1500 метров. Прототип винтовки назывался «винтовкой тип 29» и после усовершенствований был переименован в «Тип 30». Одобренный образец был запущен в производство в 1899 году. Винтовка оснащалась штыком Тип 30.
Тип 30 применялась японскими войсками первой линии в русско-японской войне. Хоть Тип 30 и была значительно лучше по сравнению с винтовкой Тип 22 (модернизированная винтовка системы Мурата с трубчатым магазином), у неё были некоторые проблемы с безопасностью и надежностью. С учётом полученного боевого опыта, в 1905 году в армию стала поступать улучшенная винтовка Тип 38, хотя не все подразделения получили модернизированную версию, и в результате обе винтовки применялись в Первую, а затем и во Вторую мировую войну.
Помимо Японии, Тип 30 широко использовалась другими странами во время и после Первой мировой войны. Одним из крупнейших пользователей была Российская империя, которая заказала до 600 тыс. винтовок Арисака, причём не менее половины из них были винтовками Тип 30 и карабины Тип 38.
В начале Первой мировой войны Великобритания заказала у Японии винтовки Тип 30, Тип 38 и карабины Тип 38 в качестве временной меры, пока в войска не поступило достаточное количество отечественных винтовок Ли-Энфилд. Некоторые из этих винтовок были переданы Королевскому флоту и арабским силам, сражающимся вместе с Лоуренсом Аравийским. Большинство этих винтовок были переданы России в 1916 году, которая испытывала острую нехватку стрелкового оружия. Россия в свою очередь также закупила большое количество винтовок Арисака различных типов. Множество этих винтовок оказалось в Финляндии, куда они поставлялись РСФСР финской Красной Гвардии в ходе гражданской войны. Позже Финляндия предоставила некоторые из этих винтовок Эстонии. Впоследствии эстонцы переделали часть винтовок под патрон .303 British, поскольку Великобритания поставляла Эстонии пулемёты Виккерс и винтовки P14. Чехословацкий легион, сражавшийся в Гражданской войне в России, также был вооружён японскими Арисаками, включая Тип 30.

## Версии и модификации

### Тренировочная винтовка Тип 30
В 1905—1921 гг. около 10 000 винтовок были переделаны под стрельбу холостыми патронами. Нарезной ствол оружия был расточен, чтобы сделать ствол гладким, кроме того большая часть меток на приёмнике была удалена, в том числе Имперская хризантема. На её месте были символы 空 放 銃, что означает «Для стрельбы холостыми».

### Флотская винтовка Тип 35
Винтовка Тип 35 (яп. 三十五年式) — модификация винтовки Тип 30, выполненная в 1902 году по заказу японского императорского флота. На Тип 35 устанавливался новый секторный прицел и длинная ствольная накладка. Винтовка комплектовалась съёмной крышкой, закрывавшей в походном положении окно ствольной коробки. Во время стрельбы крышка снималась. До появления винтовки Тип 38 стояла на вооружении бригады морского десанта. Длина 1273 мм. Вес без патронов 4,2 кг. Длина ствола 797 мм.

### Кавалерийский карабин Тип 30
Кавалерийский карабин Тип 30 (三 十年 式 騎 銃 (三 十年 式 騎兵 銃) Sanjū-nen-shiki kijū (Sanjū-nen-shiki kiheijū)) — модифицированная версия для конницы, короче на 300 миллиметров, чем пехотная модель (длина ствола карабина составляет 480 мм против 790 мм у стандартной винтовки). Предназначен для оснащения кавалерийских войск современным карабином. Различия, кроме более короткого ствола и приклада от стандартной пехотной винтовки, заключаются в том, что у него отсутствовала ствольная накладка, прицельная дальность была ограничена 1500 метрами (по сравнению с 2 000 метров у стандартной винтовки), мушка имела защитные ограждения с каждой стороны, незначительные изменения в защелке с фиксатором затвора, антабка была перемещена на левую сторону оружия, чтобы она не упиралась в спину кавалериста. В предпроизводственной версии не было штыка.

### «Манчжурская Арисака»
«Маньчжурская Арисака» — это винтовка Тип 30, поставлявшаяся по заказу Китая. Коллекционеры называют их «Маньчжурская Арисака»; фактическое военное обозначение в Китае неизвестно. Известно, что существуют две версии и названы они по маркировке на приемнике, которые сделаны на китайском языке — Гуансюй (последний император династии Цин) 29 год (光绪 二十 九年 製) и Гуансюй 31 год (光绪 三十 一年 製). Вместо наносившейся на винтовки для японской армии императорской хризантемы, у китайской версии был свернутый дракон, который являлся символом Манчжурской династии. Несмотря на то, что на винтовке было имя Гуансюя, реальным человеком, который стоял за контрактом на поставку этих винтовок из Японии был генерал Юань Шикай. Об этих винтовках известно мало, кроме того, что партии в 31 000 винтовок до наших дней сохранилось немного, и большинство из них были в сильно изношенном состоянии ввезены в Соединённые Штаты из материкового Китая в 1980-х годах.

### Северокитайская копия карабина Тип 30
Сравнительно грубая копия японского карабина Тип 30 производилась в Китае для вооружения войск про-японских марионеточных правительств. Полагают, что производство винтовок осуществлялось в городе Тяньцзинь. Основное различие между китайской и японской версией Тип 30 заключается в том, что копия выполнена под патрон 7,92 × 57 мм Маузер, а ложе сделано цельным, в то время как у японского образца оно сделано из двух частей. На приёмнике изображен вишневый цветок вместо обычной японской хризантемы, помимо этого нанесены японские символы 北 支 一九 式, которые переводятся как «Северный Китай Тип 19». 19 может означать 19-й год эры Сёва или 1944 год. Истинное военное обозначение неизвестно. Предположительно, есть ещё один «Северный Китайский Тип 19», основанный на Тип 38.

## Пользователи
- Австро-Венгрия: Некоторое количество было захвачено у Русской армии во время Первой мировой войны. Когда иссякли запасы трофейных боеприпасов, некоторые из винтовок переделали под патрон 6,5 × 54 мм Манлихер-Шёнауэр, а их целики, заменялись таковыми по образцу Mannlicher M1895[12];
- Чехословакия: Использовались Чехословацким легионом в ходе Гражданской войны в России[6];
- Эстония: большая часть доставшихся от Финляндии Тип 30 была переделана под английский патрон .303 British[13];
- Япония[14][15];
- Финляндия: Некоторое количество состояло на вооружении финской армии[16];
- Королевство Хиджаз: Поставлялись КВМФ Великобритании Лоуренсу Аравийскому для арабских сил во время Арабского восстания[6];
- Китайская Республика: Тип 30 была вооружена армия Фэнтянской клики генерала Чжана Цзолиня[17]. Часть была поставлена из Советского Союза[18];
- Российская империя: Поставлялись из Великобритании в качестве помощи и приобретались непосредственно у Японии[19];
- СССР: Часть закупленных во время Первой мировой войны и захваченных в конце Гражданской войны на японских складах на Дальнем Востоке японских винтовок превратили в одноствольные охотничьи ружья и распродали, часть наиболее изношенных утилизировали, а остальные заложили на склады длительного хранения как дополнительный мобилизационный ресурс. Во время Великой Отечественной войны их использовали для вооружения народного ополчения и тыловых подразделений[20].
- Великобритания: Закупались для Британского флота ввиду временных перебоев с поставками винтовок Lee-Enfield[21].